# Sixpackfilm
Sixpackfilm (Eigenschreibweise: sixpackfilm) ist ein nicht gewinnorientierter österreichischer Filmverleih und Filmvermarkter. Der Verein ist eine bedeutende Schnittstelle zwischen dem alternativen und experimentellen Filmschaffen in Österreich und der in- und ausländischen Öffentlichkeit.
Zweck des Vereins ist es, österreichisches Film- und Videoschaffen international bekannter zu machen und zu vertreiben. Dies geschieht vor allem durch die Beschickung von Filmfestivals mit aktuellen österreichischen Produktionen.

## Geschichte
Sixpackfilm wurde 1990 von den Experimentalfilmschaffenden Martin Arnold, Lisl Ponger und Peter Tscherkassky gemeinsam mit der Kulturmanagerin Brigitta Burger-Utzer, die seit 1992 Geschäftsführerin ist, und dem Filmkritiker Alexander Horwath gegründet.
Die erste Aktivität des Vereins war die Organisation einer Filmschau zum Thema Found Footage Film. Erst danach wurde der Aufbau einer Dienstleistungsorganisation für den künstlerischen Film begonnen.
Seit 1996 ist Sixpackfilm auch als Filmverleih aktiv. Mittlerweile umfasst das Verleihprogramm rund 1.000 Filme aller Gattungen aus dem Low-Budget-Bereich. Im Jahr 2004 gründete Sixpackfilm gemeinsam mit der Medienwerkstatt Wien das DVD-Label INDEX für die Herausgabe österreichischer und internationaler Film-, Video- und Medienkunst.

## Aktivitäten
Sixpackfilm vermittelt mittlerweile jährlich rund 400 Einladungen an österreichische Filme – vorwiegend Kurz- und Experimentalfilme – an 200 Festivals. An den Festivals ist Sixpackfilm zur weiteren Vermittlungs-, Informations- und Werbearbeit sowie mit Sondervorführungen vertreten um Presse, Verleiher und Fernsehanstalten auf die österreichischen Produktionen aufmerksam zu machen, teilweise mit dem Erfolg, Filme an internationale Verleiher oder an ausländische Fernsehanstalten zu verkaufen.
Von Sixpackfilm betreute Filme gelangen nach ihrer Auswertung an Festivals automatisch in den eigenen Verleih, der unter anderem bedeutende Werke des österreichischen Avantgardefilms umfasst. Aber auch die Kurzspielfilme bedeutender österreichische Regisseurinnen wie Barbara Albert und Jessica Hausner oder die ersten Dokumentarfilme von Nikolaus Geyrhalter, Joerg Burger, Tizza Covi und Rainer Frimmel finden sich in ihrem Programm.
Die ausgeprägten Kenntnisse über internationale Festivals und österreichisches Kurz- und Experimentalfilmschaffen ließen Sixpackfilm eine weitere Bedeutung zukommen: Jene als Informations- und Beratungsquelle für Medien, Kuratoren, Fernsehredaktionen, Filmwissenschafter, Filmschaffende und Kinos. Hierzu verfügt Sixpackfilm über ein öffentlich zugängliches Archiv, bestehend aus Fachliteratur, Videos, gesammelten Festivalkatalogen und Rezensionen sowie Fotomaterial.
Als Veranstalter organisiert Sixpackfilm Retrospektiven, thematische Programme, Tourneen heimischer Produktionen im In- und Ausland und präsentiert internationale Film- und Videokunst in Österreich.